# Stilpnolepis centiflora
 Stilpnolepis centiflora    (Maxim.) Krasch., 1946 è una specie di piante angiosperme dicotiledoni della famiglia delle Asteraceae, sottofamiglia Asteroideae,  tribù Anthemideae (clade Asian-southern African grade) e sottotribù Artemisiinae.  Stilpnolepis centiflora  è anche l'unica specie del genere  Stilpnolepis  Krasch., 1946.

## Etimologia
Il nome scientifico della specie è stato definito dai botanici Carl Johann Maximowicz (1827-1891) e Ippolit Mikhailovich Krascheninnikov (1884-1947) nella pubblicazione " Botanicheskie Materialy Gerbariya Botanicheskogo Instituta Imeni V. L. Komarova Akademii Nauk S S S R. Leningrad. Leningrad [St. Petersburg]" (  Bot. Mater. Gerb. Bot. Inst. Komarova Akad. Nauk S.S.S.R. 9: 209) del 1946.  Il nome scientifico del genere è stato definito nella stessa pubblicazione.

## Descrizione
Portamento. La specie di questa voce è un'erba annuale. L'indumento consiste in brevi peli medifissi.
Fusto. La parte aerea in genere è eretta, semplice o ramosa; i fusti sono striati. La parte sotterranea consiste in robuste radici a fittone fusiformi. Altezza media: 40 cm.
Foglie. Le foglie lungo il caule sono sessili disposte in modo alterno o opposto con lamina intera (strettamente lanceolata o lineare) o con pochi lobi (forma pennatosetta). Dimensione delle foglie: 3,5 - 10 × 0,2 - 0,4 cm.
Infiorescenza. Le sinflorescenze sono formate da capolini raccolti in modo corimboso lasso. Le infiorescenze vere e proprie sono composte da un capolino annuente terminale peduncolato di tipo discoide. I capolini sono formati da un involucro, con forme da emisferiche a urceolate, composto da diverse brattee, al cui interno un ricettacolo fa da base ai fiori di due tipi: fiori del raggio (qui assenti) e fiori del disco. Le brattee, piatte e a consistenza erbacea, sono disposte in modo più o meno embricato su più serie (da 4 a 5). Il ricettacolo, da convesso a subconico, è sprovvisto di pagliette avvolgenti la base dei fiori. Le brattee esterne hanno delle forme ovate con ampi margini scariosi, quelle interne hanno delle ampie forme da ellittiche a obovate completamente scariose. Lunghezza del peduncolo: 1,5 - 3 cm. Dimensione dell'involucro: 0,8 - 2 cm di diametro.
Fiori.  I fiori sono tetra-ciclici (formati cioè da 4 verticilli: calice – corolla – androceo – gineceo) e pentameri (calice e corolla formati da 5 elementi). Si distinguono in:
- fiori del raggio (esterni): assenti;
- fiori del disco (centrali): sono numerosi con forme brevemente tubulose (attinomorfe); sono ermafroditi fertili.

- Formula fiorale:

*/x K {\displaystyle \infty }, [C (5), A (5)], G 2 (infero), achenio
- Calice: i sepali del calice sono ridotti ad una coroncina di squame.

- Corolla: (solamente fiori del disco) la forma è tubulare bruscamente divaricata in 5 lobi; i lobi, patenti o eretti, hanno una forma deltata o più o meno lanceolata; il colore in genere è giallo.

- Androceo: l'androceo è formato da 5 stami (alternati ai lobi della corolla) sorretti da filamenti generalmente liberi e sottili; gli stami sono connati e formano un manicotto circondante lo stilo. Le antere possono essere sia di tipo basifissa che medifissa (ossia attaccate al filamento per la base – nel primo caso; oppure in un punto intermedio – nel secondo caso).[13] Questa caratteristica ha valore tassonomico in quanto distingue i generi gli uni dagli altri. Normalmente le antere variano da ottuse (arrotondate) a leggermente appuntite alla base (o anche caudate); in alcune piante le appendici sono triangolari, lineari o ellittiche. Il tessuto endoteciale (rivestimento interno dell'antera) non è polarizzato. Il polline è sferico con un diametro medio di circa 25 micron;  è tricolporato (con tre aperture sia di tipo a fessura che tipo isodiametrica o poro) ed è più o meno echinato (con punte sporgenti).

- Gineceo: l'ovario è infero uniloculare formato da 2 carpelli. Lo stilo (il recettore del polline) è profondamente bifido (con due stigmi divergenti) e con le linee stigmatiche marginali separate o contigue. I due bracci dello stilo hanno una forma troncata e possono essere papillosi o ricoperti da ciuffi di peli.

Frutti. I frutti sono degli acheni senza pappo. Gli acheni hanno una forma cilindrica; sono privi di coste; l'apice in genere è arrotondato. Il pericarpo può possedere delle cellule mucillaginifere, mentre le sacche di resina sono assenti. Dimensione degli acheni: 5 - 6 mm.

## Biologia
Impollinazione: tramite insetti (impollinazione entomogama tramite farfalle diurne e notturne).

Riproduzione: la fecondazione avviene fondamentalmente tramite l'impollinazione dei fiori.

Dispersione: i semi cadono a terra e vengono dispersi soprattutto da insetti come formiche (disseminazione mirmecoria). Un altro tipo di dispersione è zoocoria: gli uncini delle brattee dell'involucro (se presenti) si agganciano ai peli degli animali di passaggio che portano così i semi anche su lunghe distanze. Inoltre per merito del pappo (se presente) il vento può trasportare i semi anche per alcuni chilometri (disseminazione anemocora).

## Distribuzione e habitat
La specie di questa voce è distribuita in Mongolia e Cina.

## Sistematica
La famiglia di appartenenza di questa voce (Asteraceae o Compositae, nomen conservandum) probabilmente originaria del Sud America, è la più numerosa del mondo vegetale, comprende oltre 23.000 specie distribuite su 1.535 generi, oppure 22.750 specie e 1.530 generi secondo altre fonti (una delle checklist più aggiornata elenca fino a 1.679 generi). La famiglia attualmente (2021) è divisa in 16 sottofamiglie; la sottofamiglia Asteroideae è una di queste e rappresenta l'evoluzione più recente di tutta la famiglia.

### Filogenesi
l gruppo di questa voce è descritto nella tribù Anthemideae, una delle 21 tribù della sottofamiglia Asteroideae). In base alle ultime ricerche nella tribù sono stati individuati (provvisoriamente) 4 principali lignaggi (o cladi): "Southern hemisphere grade", "Asian-southern African grade", "Eurasian grade" e "Mediterranean clade". Il genere  Stilpnolepis  (insieme alla sottotribù Artemisiinae) è incluso nel clade Asian-southern African grade..
Da un punto di vista filogenetico il genere Stilpnolepis   occupa, nell'ambito della sottotribù, una posizione più o meno centrale e insieme ai generi Neopallasia, Artemisia, Picrothamnus, Filifolium e Sphaeromeria fa parte del "Artemisia Group". In particolare con il genere Filifolium forma un "gruppo fratello". In alcune checklist all'interno del genere Stilpnolepis è descritta anche la specie Stilpnolepis intricata (Franch.) C.Shih considerata da altri Autori un sinonimo di Elachanthemum intricatum (Franch.) Y.Ling & Y.R.Ling, 1978  (separazione fatta sulla base del polline liscio di quest'ultimo).
I caratteri distintivi della specie  Stilpnolepis centiflora  sono:
- l'indumento si compone di peli medifissi;
- i lobi delle corolle sono privi di sacche di resina;
- gli acheni, con forme cilindriche, sono privi di coste e troncati (o arrotondati) all'apice;
- il pericarpo possiede delle righe longitudinali di cellule mucillaginifere.

In base all'"orologio molecolare" questa specie ha iniziato a divergere tra 4 e 3 milioni di anni fa.

### Sinonimi
Sono elencati alcuni sinonimi per questa entità:
- Artemisia centiflora Maxim.
- Artemisia centiflora var. pilifera  Y.Ling
- Stilpnolepis centiflora var. pilifera  (Y.Ling) H.C.Fu